# Жаржу, Мустафа
Мустафа Аласан Жаржу (англ. Mustapha Alasan Jarju, 18 июля 1986 года, Банжул) — гамбийский футболист, нападающий.

## Карьера

### Клубная
Начинал свою карьеру на родине. В 20 лет переехал в Бельгию, где Жаржу успешно выступал за "Льерс" и "Монс". Некоторое время игрок защищал цвета канадского клуба "Ванкувер Уайткэпс".
В июле 2015 года Мустафа Жаржу пополнил ряды казахстанского "Иртыша". Однако главный тренер команды болгарин Демитар Демитров не видел африканца в основе командыв. В атке он предпочитал связку украинца Константина Дудченко и бразильца Эвандро Ронкатто. За два месяца гамбиец так и не сыграл за клуб ни одного матча. В сентябре он досрочно покинул расположение "Иртыша". Завершил свою карьеру форвард в бельгийской команде низшей лиги "Спортинг" (Хасселт).

### Сборная
Выступал за юношеские и молодежную сборную страны. За главную национальную команду страны Мустафа Жаржу дебютировал 3 сентября 2006 года в победном матче против Кабо-Верде (2:0). Некоторое время был капитаном сборной. Всего за нее он провел 26 игр, в которых он забил пять голов.

## Достижения
- Чемпион Гамбии (1): 2006.